# Laudakia melanura
Espèce
Synonymes
- Stellio liratus Blanford, 1874

Laudakia melanura est une espèce de sauriens de la famille des Agamidae.

## Répartition
Cette espèce se rencontre en Iran, au Pakistan et au Pendjab en Inde.

## Liste des sous-espèces
Selon The Reptile Database (19 janvier 2016) :
- Laudakia melanura lirata (Blanford, 1874)
- Laudakia melanura melanura Blyth, 1854
- Laudakia melanura nasiri Baig, 1999

## Publications originales
- Baig, 1999 : Description and ecology of a new subspecies of Black Rock Agama, Laudakia melanura (Sauria: Agamidae) from Balochistan, Pakistan. Russian Journal of Herpetology, vol. 6, no 2, p. 81-86.
- Blanford, 1874 : Descriptions of new lizards from Persia and Baluchistàn. Annals and Magazine of Natural History, sér. 4, vol. 13, p. 453-455 (texte intégral).
- Blyth, 1854 : Proceedings of the Society. Report of the Curator, Zoological Department. Journal of the Asiatic Society of Bengal, vol. 23, p. 729-740 (texte intégral).